# Понти ди Бадија
Понти ди Бадија (итал. Ponti di Badia) је насеље у Италији у округу Гросето, региону Тоскана.
Према процени из 2011. у насељу је живело 21 становника. Насеље се налази на надморској висини од 2 м.